# Remigia unipunctata
Remigia unipunctata är en fjärilsart som beskrevs av Heinrich Benno Möschler 1893. Remigia unipunctata ingår i släktet Remigia och familjen nattflyn. Inga underarter finns listade.